# 曲女城

羯鬧耆三角是三個王國的爭奪焦點: 德干的罗湿陀罗拘陀王國、摩腊婆的瞿折罗-普罗蒂诃罗王國和孟加拉的波羅王國。

曲女城，是古印度羯若鞠闍國（曲女城國）的都城，也音譯為“羯鬧耆”、“罽饒夷”和“葛那及”，現在是印度北方邦卡瑙杰（)。於公元前303年塞琉古一世向印度擴張時載入西方文獻稱為“Calinipaxa”。《大唐西域記》中記載，此城原名拘蘇磨補羅（Kusumapura），意為“花宮”，傳說因大樹仙人向國王索婚，九十九女都不願相嫁，仙人大怒，咒使九十九女一時腰曲畢生無婚，所以叫曲女城。玄奘在曲女城參加了戒日王組織的無遮大會，立“真唯識量”。

## 引用
1. ↑  
法顯《高僧法顯傳》：「到罽饒夷城。城接恒水有二僧伽藍。盡小乘學。去城西六七里。恒水北岸佛為諸弟子說法處。傳云。說無常苦空說身如泡沫等。此處起塔猶在。」
2. ↑  玄奘. . 羯若鞠闍國。周四千餘里。國大都城西臨殑伽河。其長二十餘里。廣四五里。城隍堅峻臺閣相望。花林池沼光鮮澄鏡。異方奇貨多聚於此。居人豐樂家室富饒。華菓具繁稼穡時播。氣序和洽風俗淳質。容貌妍雅服飾鮮綺。篤學遊藝談論清遠。邪正二道信者相半。伽藍百餘所。僧徒萬餘人。大小二乘兼功習學。天祠二百餘所。異道數千餘人。……城西北窣堵波。無憂王之所建也。如來在昔於此七日說諸妙法。其側則有過去四佛坐及經行遺迹之所。復有如來髮爪小窣堵波。說法窣堵波南臨殑伽河有三伽藍。同垣異門。佛像嚴麗僧徒肅穆。役使淨人數千餘戶。精舍寶函中有佛牙。長餘寸半。殊光異色朝變夕改。遠近相趨士庶咸集。式修瞻仰日百千眾。監守者繁其諠雜。權立重稅。宣告遠近。欲見佛牙輸大金錢。然而瞻禮之徒寔繁其侶。金錢之稅悅以心競。每於齋日出置高座。數百千眾燒香散華。華雖盈積牙函不沒。伽藍前左右各有精舍。高百餘尺。石基塼室。其中佛像眾寶莊飾。或鑄金銀。或鎔鍮石。二精舍前各有小伽藍。伽藍東南不遠有大精舍。石基塼室。高二百餘尺。中作如來立像。高三十餘尺。鑄以鍮石飾諸妙寶。精舍四周石壁之上。雕畫如來修菩薩行。所經事迹備盡鐫鏤。石精舍南不遠有日天祠。祠南不遠有大自在天祠。並瑩青石俱窮雕刻。規摹度量同佛精舍。各有千戶充其灑掃。鼓樂絃歌晝夜無徙。大城東南六七里殑伽河南有窣堵波。高二百餘尺。無憂王之所建也。在昔如來於此六月說身無常苦空不淨。其側則有過去四佛坐及經行遺迹之所。又有如來髮爪小窣堵波。人有染疾至誠旋繞。必得痊愈蒙其福利。
3. ↑  
慧超《徃五天竺國傳》：「至中天竺國。王住城名葛那及。自此中天。王境界極寬。百姓繁閑。」
繼業《繼業西域行程》：「至大曲女城。南臨陷牟河。北背洹河。塔廟甚多。而無僧尼。」
4. ↑  
玄奘《大唐西域記》：「羯若鞠闍國。人長壽時。其舊王城號拘蘇磨補羅(唐言花宮)。王號梵授。福智宿資文武允備。威懾贍部聲震隣國。具足千子智勇弘毅。復有百女儀貌妍雅。時有仙人居殑伽河側棲神入定。經數萬歲形如枯木。遊禽棲集遺尼拘律果於仙人肩上。暑往寒來垂蔭合拱。多歷年所從定而起。欲去其樹恐覆鳥巢。時人美其德號大樹仙人。仙人寓目河濱遊觀林薄。見王諸女相從嬉戲。欲界愛起染著心生。便詣華宮欲事禮請。王聞仙至躬迎慰曰。大仙棲情物外何能輕舉。仙人曰。我棲林藪彌積歲時。出定遊覽。見王諸女染愛心生。自遠來請。王聞其辭計無所出。謂仙人曰。今還所止請俟嘉辰。仙人聞命遂還林藪。王乃歷問諸女無肯應娉。王懼仙威憂愁毀悴。其幼稚女候王事隙。從容問曰。父王千子具足萬國慕化。何故憂愁如有所懼。王曰。大樹仙人幸顧求婚。而汝曹輩莫肯從命。仙有威力能作災祥。儻不遂心必起瞋怒。毀國滅祀辱及先王。深惟此禍誠有所懼。稚女謝曰。遺此深憂我曹罪也。願以微軀得延國祚。王聞喜悅命駕送歸。既至仙廬。謝仙人曰。大仙俯方外之情。垂世間之顧。敢奉稚女以供灑掃。仙人見而不悅。乃謂王曰。輕吾老叟配此不妍。王曰。歷問諸女無肯從命。唯此幼稚願充給使。仙人懷怒。便惡呪曰。九十九女一時腰曲。形既毀弊畢世無婚。王使往驗果已背傴。從是之後便名曲女城焉。」
5. ↑  窺基《因明入正理論疏》：「大師立量，時人無敢對揚者。大師立唯識比量云：真故極成色，不離於眼識（宗）。自許初三攝，眼所不攝故（因）。猶如眼識（喻）。」